# SMS Falke (1891)
Корабль его величества «Фальке» (Сокол) — безбронный крейсер типа Буссард, второй из шести кораблей данного типа построенных для Кайхерлихмарине. Корпус крейсера был заложен в 1890 году, спущен на воду в апреле 1891, введён в состав флота в сентябре того же года. Вооружение крейсера составляла главная батарея из восьми 105-мм орудий. Корабль развивал скорость в 15,5 узлов (28,7 км/ч.)
Большую часть карьеры «Фальке» провёл за рубежом, выполнял долг в восточной Азии, центральной части Тихого океана и у Американского континента. Участвовал в подавлении бунта на Самоа в 1893 году. Получил повреждения во время другого бунта на Самоа в 1899 году. В 1901 году «Фальке» был переброшен на американскую базу, а в следующем году участвовал в блокаде побережья Венесуэлы (Венесуэльский кризис 1902—1903 гг). В 1907 году «Фальке» был отозван в Германию. В конце 1912 года был вычеркнут из морского регистра и впоследствии разобран на металл.

## Описание
Корпус крейсера был длиной в 82,6 м и 12,5 м шириной, осадка в 4,45 м, водоизмещение в 1 868 т при полной боевой загрузке. Силовая установка состояла из двух горизонтальных трёхцилиндровых паровых машин питаемых от четырёх цилиндрических угольных котлов. Крейсер развивал максимальную скорость в 15,5 узлов (28,7 км/ч) и мог пройти расстояние в 2.990 км на скорости 9 узлов. Экипаж корабля состоял из 9 офицеров и 152 матросов.
Вооружение крейсера составляли восемь 105 мм скорострельных орудий SK L/35 на одиночных опорах, общий боезапас оставлял 800 выстрелов. Орудия били на 10 800 м. Два орудия были размещены рядом на носу, два на каждом борту и два на корме. На борту были также пять револьверных орудий и два 350 мм торпедных аппарата с пятью торпедами, установленных на палубе.

## Служба
«Фальке» был заказан по контракту «D», был заложен на имперской верфи Киля в 1890 году, спущен на воду 4 апреля 1891, 14 сентября того же года вошёл в состав флота. В августе и сентябре 1892 года «Фальке» принял участие в ежегодных манёврах флота в составе 3-го дивизиона вместе с кораблём береговой обороны «Зигфрид». Затем «Фальке» был направлен на службу за рубежом. По дороге к базе на дальнем востоке он в январе 1893 года совершил остановку на мысе Кейп-Кросс (Германская Юго-Западная Африка). Там его экипаж убрал падран, установленный португальским исследователем Диогу Каном в конце XV века. Каменный столб был отвезён в Берлин для сохранения, а на его место была установлена гранитная копия, доставленная крейсером «Шпербер» в 1895 году.
«Фальке» служил на базе в восточной Азии в составе восточно-азиатской эскадры. В июле «Фальке» и однотипный крейсер «Буссард» приняли участие в подавлении бунта в Самоа, возглавляемым Матаафой Иозефо. Они присоединились к старому британскому корвету «Кюрасао» и трём кораблям, обстреливавшим позиции мятежников 7 июля, что вынудило их сдаться. В 1899 «Фальке» и «Буссард» были переброшены на австралийскую базу. В марте того же года «Фальке» находился в заливе Апиа на Самоанских островах. Матаафа Иозефо снова поднял мятеж, американский крейсер «Филадельфия», британские сторожевик «Роялист» и торпедный крейсер «Порпуаз» обстреляли позиции мятежников. Обстрел был неточным и несколько снарядов попали в «Фальке».
В конце 1901 года «Фальке» и бронепалубный крейсер «Винета» были отправлены к побережью Венесуэлы для демонстрации силы с целью убедить правительство Венесуэлы выплатить репарации в связи с внутренними конфликтами в 1890-х. Начиная с декабря 1902 года «Фальке» участвовал в Венесуэльском кризисе 1902—1903 гг. 13 декабря венесуэльские силы заставили британское торговое судно пристать к берегу и арестовали его экипаж. В ответ британцы обстреляли форты Пуэрто-Кабельо и попросили германскую эскадру помочь им наказать венесуэльцев. «Фальке» и лёгкий крейсер «Газелле» получили задание блокировать побережье Венесуэлы во взаимодействии с британской эскадрой. В январе 1904 года корабль посетил Новый Орлеан с оставшейся частью американской эскадры, которая к тому времени включала «Винету», «Газель» и канонерку «Пантера». В 1907 году «Фальке» вернулся в Германию. 25 октября 1912 года крейсер был исключён из морского регистра и на следующий год разобран на металл на имперской верфи (Kaiserliche Werft) в Данциге.